# Joana de Prades
Joana d'Aragó de Cabrera o Joana I de Prades (? - 1441), comtessa de Prades i baronessa d'Entença.

## Antecedents familiars
Era filla del comte Pere de Prades i de Joana de Cabrera. A causa de la mort del seu pare, va succeir al Comtat de Prades al seu avi Joan de Prades.

## Núpcies i descendents
Va contraure matrimoni amb Joan Ramon Folc II de Cardona i va donar a llum al seu hereu Joan Ramon Folc III de Cardona.